# Церковь Вознесения Господня (Сусат)
Церковь Вознесения Господня ― православный храм в хуторе Сусат Семикаракорского района Ростовской области. Относится к Семикаракорскому благочинию Волгодонской епархии. Построен в 1914 году в русском стиле.

## История
Известно, что до Церкви Вознесения Господня в поселении было два храма: деревянная Церковь Вознесения Господня, построенная в 1863 году, и вторая, возведённая в 1891 году на её же месте. В 1863 году в хуторе была построена первая деревянная Церковь во имя образа Пресвятой Богородицы «Всех скорбящих Радостей». В 1891 взамен обветшавшей старой деревянной церкви была воздвигнута другая церковь, тоже из дерева. При храме существовала приходская школа. Спустя годы и она обветшала. В связи с обветшанием при последнем атамане Тихонове Василии Геннадьевиче в 1914 была построена новая каменная церковь во имя Вознесения Господня. Каменное здание храма начали возводить в 1906 году, а полностью строительство было окончено в 1914.
Храм был освещён во имя Вознесения Господня, а два боковых его престола – в честь Казанской иконы Божией Матери и Воздвижения Честного и Животворящего Креста Господня.
Два придела церкви были освящены в честь Казанской иконы Божьей Матери и Воздвижения креста Господня.
В 1929 году церковь была закрыта, её помещения использовались для хуторского клуба, а затем для зернохранилища и склада торгового пункта.
В 1989 году храм вернули Русской православной церкви, и уже в следующем году в нём вновь была проведена литургия. Вскоре после здание отремонтировали и восстановили его внутреннее убранство.
В 1989 году храм вернули Русской православной церкви, и уже в следующем году в нём вновь была проведена литургия. Вскоре после здание отремонтировали и восстановили его внутреннее убранство.

## Внешний вид
Церковь построена в русском стиле. Здание в плане крестообразное, к нему примыкает трёхъярусная колокольня. Крыша четырёхскатная, имеются небольшие витражные окна. На подворье разбит цветник.
Перед зданием церкви располагается мемориал, посвящённый памяти жителей хутора, погибших в годы Великой Отечественной войны.